# Traité du Bogue
Le traité du Bogue (chinois simplifié : 虎门条约 ; chinois traditionnel : 虎門條約 ; pinyin : hǔmén tiáoyuē ; litt. « traité de la porte du(des) Tigre(s) ») est un accord entre la Chine et le Royaume-Uni conclu en octobre 1843 et rendant caduc le précédent traité de Nankin. Le traité est principalement l'ajout d'une garantie d'extraterritorialité et d'une clause de la nation la plus favorisée aux Britanniques. Cet accord fait partie des « traités inégaux », série de traités imposés militairement par les puissances colonisatrices occidentales aux pays d'Extrême-Orient pendant la seconde moitié du XIXe siècle.

## Contexte
Afin de mettre fin à la première guerre de l'opium, le commissaire impérial Qiying et Henry Pottinger concluent le traité de Nankin à bord du navire de guerre britannique Cornwallis en 1842 à Nankin aux noms des possessions britannique et Qing. Le traité devient le premier d'une série de traités commerciaux souvent qualifiés de traités inégaux, que la Chine conclut avec les puissances occidentales.

## Termes
Déjà durant les négociations à Nankin, la Chine et la Grande-Bretagne sont tombées d'accord sur le fait qu'un traité supplémentaire doit être conclu. Le 22 juillet 1843, les deux parties promulguent les Réglementations générales du commerce entre la Grande-Bretagne et la Chine, à Guangzhou. Ces réglementations sont incluses dans le traité du Bogue, qui est signé par Qiying et Pottinger le 3 octobre 1843 sur le détroit du Bogue, près de Guangzhou.
Le traité détaille les réglementations pour le commerce sino-britannique et spécifie les termes selon lesquels les Britanniques peuvent résider dans les ports récemment ouverts de shanghai, ningbo, Xiamen, Fuzhou et Guangzhou. Alors que les Britanniques sont autorisés à acheter des propriétés dans les ports du traité et y résider avec leurs familles, ils ne sont pas autorisés à voyager dans le reste de la Chine ou à y faire commerce.
Le traité garantit également des privilèges d'extraterritorialité aux sujets Britanniques et une clause de la nation la plus favorisée au Royaume-Uni, ce qui signifie que les Britanniques peuvent jouir de tous les privilèges donnés aux autres puissances.

## Conséquences
En Chine, le traité est considéré comme un traité impérialiste, qui mène la Chine à l'assujettissement à l'impérialisme occidental. Le traité renforce l'ouverture de la Chine au commerce étranger à la fin de la première guerre de l'opium et permet à des Britanniques de résider dans certaines parties de la Chine, qui n'étaient pas ouvertes aux étrangers auparavant. En 1845, les autorités locales Qing et les autorités britanniques promulguent des réglementations sur Shanghai, qui mènent à la création des concessions étrangères de la ville. Des accords similaires sont conclus dans les autres ports du traité, ce qui crée une fracture sociale entre les citoyens Européens et Chinois dans les villes.